# Lo Comadró de Gasparó
Lo Comadró de Gasparó, és una partida en part constituïda per camps de conreu abandonats del terme municipal de Conca de Dalt, al Pallars Jussà, a l'antic terme de Toralla i Serradell, en el territori del poble d'Erinyà.
Està situada a l'oest-nord-oest d'Erinyà i a l'est-nord-est de Serradell, a migdia de lo Rengar. És al nord de la Pista de Serradell, a llevant de Formiguera, al sud-oest del Planell de les Vinyes i al nord-oest de lo Pou.